# Shatta Simon
Pour les articles homonymes, voir Simon.
Shatta Simon, née Charlotte Hirsch le 29 janvier 1910 à Sighișoara (Roumanie) et morte en 2003, est une éducatrice et résistante française, membre du réseau juif clandestin La Sixième. Avec son époux Édouard Simon, elle ouvre et gère la Maison des enfants de Moissac, dans le Tarn-et-Garonne. Entre 1939 et 1945, environ 500 enfants juifs trouvent refuge dans cette maison et survivent à la Shoah.

## Éléments biographiques
Charlotte Hirsch est née en 1910 à Sighișoara, en Roumanie. Elle arrive en France en 1933. Elle est la sœur de Sigismond Hirsch, médecin et cofondateur des Éclaireurs Israélites de France, et d'Elisabeth Hirsch, assistante sociale, tous deux également résistants. 
Elle pratique le scoutisme israélite, qui pour les filles fait l'objet à cette époque d'un double rattachement aux Éclaireurs israélites et à la Fédération Française des Éclaireuses, section israélite. Elle y rencontre Édouard Simon, dit Bouli, né à Elbeuf, en Seine-Maritime, un ingénieur en électricité. Ils se marient le 12 décembre 1933. Ils ont deux enfants : Jean-Claude (avril 1937-),,, et Jean Ariel (février 1944-).

Le 5 décembre 1939, le couple ouvre la Maison de Moissac, située 4 quai du Port, à Moissac, Tarn-et-Garonne,. Il s'agit initialement d'un lieu d'hébergement pour des jeunes en formation. Face aux persécutions contre les juifs, le lieu devient à la fois un lieu d'abri et de repli pour des enfants et des jeunes juifs, et un endroit de passage pour de nombreux résistants des réseaux juifs, notamment de la Sixième. Shatta Simon dirige le lieu durant toute la guerre. Elle y recrute de nombreuses personnes qu'elle oriente vers des réseaux ou maquis. À partir de 1943, elle obtient du préfet de Montauban et du maire de Moissac de l'aide, et notamment des tickets de rationnement et des faux papiers pour certains des enfants,. 
Après la guerre, de 1951 à 1993, elle dirige avec son mari une autre maison d'enfants située au château de Laversine (Oise), qui appartenait à Robert de Rothschild. Appartenant à l'Œuvre de secours aux enfants, elle porte aujourd'hui le nom de Shatta et Bouli Simon.

## Honneurs
- Place Bouli et Shatta Simon, Moissac[17].
- Maison d'enfants Shatta et Bouli Simon (Maison de l'OSE)[18].